# Richard Attenborough
Richard Samuel Attenborough, Baron Attenborough, CBE (n. 29 august 1923, Cambridge, Regatul Unit al Marii Britanii și Irlandei – d. 24 august 2014, Londra, Anglia, Regatul Unit) a fost actor, regizor, producător și antreprenor englez. A fost absolvent și apoi președinte al Royal Academy of Dramatic Art (RADA). A câștigat două Premii Oscar ca regizor și producător al filmului Gandhi în 1983. A mai câștigat de patru ori premiul BAFTA și de trei ori premiul Globul de Aur.

## Filmografie selectivă

### Actor
- 1942 Mai presus de toate (In Which We Serve), regia Noël Coward și David Lean
- 1946 Drumul spre stele (A Matter of Life and Death), regia Michael Powell și Emeric Pressburger
- 1963 Marea evadare (The Great Escape), regia John Sturges
- 1965 Pasărea Phoenix (The Flight of the Phoenix), regia Robert Aldrich
- 1974 Zece negri mititei (And Then There Were None), regia Peter Collinson
- 1975 Inspectorul Brannigan (Brannigan), regia Douglas Hickox
- 1975 Rosebud, regia Otto Preminger
- 1977 Un pod prea îndepărtat (A Bridge Too Far), și regie
- 1993 Jurassic Park, regia Steven Spielberg
- 1994 Miracolul de pe Strada 34 (Miracle on 34th Street), regia Les Mayfield
- 1997 Lumea pierdută: Jurassic Park, regia Steven Spielberg

### Regizor
- 1969 Vai, ce război drăgălaș! (Oh! What a Lovely War)
- 1972 Tânărul Winston (Young Winston)
- 1977 Un pod prea îndepărtat
- 1978 Magie (Magic)
- 1982 Gandhi
- 1985 Audiții pe Broadway (A Chorus Line)
- 1987 Strigăt pentru libertate/Strigătul libertății (Cry Freedom)
- 1992 Chaplin
- 1993 Tărâmul umbrelor (Shadowlands)
- 1996 Dragoste și război (In Love and War)
- 1999 Bufnița cenușie (Grey Owl)
- 2007 Povestea unui inel (Closing the Ring)

### Producător
- 1962 Camera în forma de „L” (The L-Shaped Room)
- 1982 Gandhi